# Исинская глина
Исинская глина или Цзыша — собирательное название для глин, добываемых в районе города Исин в Китае.
Получили известность благодаря изготавливающейся из них посуде, в основном чайникам, продающимся в Исине. Чайники изготавливаются в расположенном в 20 км от Исина городе Диншучжэне, где на этом производстве заняты почти 70 % населения. Своей славой Исинские чайники обязаны, во-первых, уникальным свойствам местной глины, а во-вторых — идеальной, выверенной веками конструкции.
Глина, похожая на исинскую, встречается во многих местах, но исинская отличается высоким содержанием каолина и мелких силикатных частиц, что после обжига дает изделиям жирный блеск и пористую структуру, состоящую из двух типов пор — закрытых и открытых. Как раз из-за этих пор исинские чайники медленно остывают и позволяют при заварке чая ему дышать.
Исинские глины можно разделить на три основные вида:
1. Цзыша
2. Бэнь Шань Лу, ещё называемую Лу Ни
3. Чжуша, также известную как Чжу Ни

Для получения гаммы цветов от жёлтого до чёрного эти виды глины смешиваются, добавляются органические и минеральные вещества, варьируется температура обжига.
Глина добывается в Хуанлуншане и Чжаочжуаншане рядом с Шушанем. Цзыша и Лу Ни добываются в Хуанлуншане, а Чжуша — в Чжаочжуаншане. Добыча Чжуша строго регламентируется из-за ограниченности её запасов, изделия из неё самые дорогие.
Глину Цзыша можно разделить на два подвида. В Хуанлуншане глина лежит пластами. Самый верхний слой — пластичная глина — называют её — Цзя Ни, последующие — окаменелые, такую глину называют Нэнь Ни. Мягкая глина считается худшей, из неё изготавливают повседневную утварь.
Пласты глины распределяются следующим образом (сверху вниз):
1. Нэнь Хуан Ни — мягкая глина, худшее качество
2. Бэнь Шань Лу — окаменелая
3. Цзыша, ещё называемая Гэн Ша — качество среднее из-за её грубости. Окаменелая.
4. Бэнь Шань Лу — окаменелая.
5. Цзыша — высшее качество, окаменелая. Иногда добывается в шахтах, глубина которых достигает 100−150 м.

Цзыша содержит сравнительно большое количество каолинита, что позволяет обжигать изделия при температуре до 1200 °C, при которой изделия из простой глины расплавляются. Из-за этого изделия из исинской глины, несмотря на их хрупкость, имеют большую твёрдость.

## Исинские чайники
Исинские чайники предназначены для заваривания чая пуэр, красного чая или улуна. Их также можно использовать для приготовления зелёного или белого чая; однако способность Исина удерживать тепло делает процесс заваривания чрезвычайно трудным; и в таких случаях воду необходимо нагреть не выше 85° C, прежде чем наливать в чайник.
Знаменитой характеристикой исинских чайников является их способность впитывать следы ароматов и минералов заваренного чая в чайник при каждой заварке, так как глина имеет пористую структуру. Со временем они накапливаются, образуя у каждого чайника свое уникальное внутреннее покрытие, которое придает аромат и цвет будущим напиткам. Именно по этой причине для чистки исинских чайников рекомендуется использовать не мыло, а чистую кипячёную воду и сушку на воздухе. Многие ценители чая заваривают только один сорт чая в определённом чайнике, чтобы в будущем заваривать тот же тип чая было оптимально. Напротив, заваривание множества разных сортов чая в исинском чайнике, скорее всего, приведет к образованию слоя смешанных вкусов, который испортит вкус будущего напитка.